# Brigid Brannagh
Brigid Brannagh (San Francisco, 3 de agosto de 1972) é uma atriz americana.

## Biografia
Nascida em San Francisco, na Califórnia, Brannagh é de ascendência irlandesa. Começou a fazer testes para papéis por volta dos 13 anos.
Brannagh é uma convidada frequente em várias séries de televisão, incluindo um papel recorrente em CSI: Crime Scene Investigation, interpretando Tammy Felton na primeira e segunda temporadas. Ela também apareceu em Kindred: The Embraced e Over There. Ela também teve o papel recorrente de Virginia Bryce durante a segunda temporada de Angel.
Em 1999, Brannagh participou de um episódio da segunda temporada da série Charmed ("That Old Black Magic") como uma bruxa malvada chamada Tuatha.
Em 1991 e 1992, ela participou da sitcom True Colors, da Fox, sobre uma família interracial.
Em 2003, Branagh fez o papel de "Ruby" no episódio "First Flight" de Star Trek: Enterprise.
Em 2007, ela conseguiu um papel na série Army Wives, da Lifetime, na qual interpretou Pamela Moran por seis temporadas até a primavera de 2012.
Ela estrelou no filme Crush On You, da Hallmark,  que foi ao ar em junho de 2011, e no filme independente Not That Funny.
Logo depois de deixar Army Wives, Brannagh se juntou ao elenco da série dramática Gilded Lilys, proposta pela ABC, como Elizabeth, a matriarca da família Lily. A série começou a ser filmada em março de 2012, em Boston, após ser encomendada no final de janeiro. Gilded Lilys foi criada e produzida por Shonda Rhimes. No entanto, o ABC não pegou a série.
Em 2017, Brannagh se juntou ao elenco da série Marvel's Runaways, do Hulu, como Stacey Yorkes.

## Filmografia

### Filmes
| Ano  | Título                                  | Papel                  | Notas            |
| ---- | --------------------------------------- | ---------------------- | ---------------- |
| 1988 | The Wrong Guys                          | Irmã de Louie          |                  |
| 1993 | Quest of the Delta Knights              | Thena                  |                  |
| 1998 | O Homem da Máscara de Ferro             | Molly Pichon           |                  |
| 1999 | The Fair                                | Maggie                 |                  |
| 2002 | Life Without Dick                       | Ivy Gallagher O'Reilly |                  |
| 2015 | I'm Not Ready for Christmas             | Rose Geller            |                  |
| 2016 | They're Watching                        | Becky Westlake         |                  |
| 2016 | Vanished – Left Behind: Next Generation | Sarah                  |                  |
| 2016 | Te Ata                                  | Bertie Thompson        |                  |
| 2017 | You Get Me                              | Corinne                | Filme da Netflix |

### Televisão
| Ano       | Título                                 | Papel                      | Notas                                           |
| --------- | -------------------------------------- | -------------------------- | ----------------------------------------------- |
| 1989      | Jake and the Fatman                    | Cheryl Thompson            | 1 episódio                                      |
| 1990      | Doogie Howser, M.D.                    | Suzie Berlooty             | 1 episódio                                      |
| 1990–1992 | True Colors                            | Katie Davis                | Elenco principal                                |
| 1993      | Rio Shannon                            |                            | Filme para TV                                   |
| 1993      | The Day My Parents Ran Away            | Melanie Hope               | Filme para TV                                   |
| 1994      | NYPD Blue                              | Sandy                      | 1 episódio                                      |
| 1994      | ER                                     | Jamie Hendricks            | 1 episódio                                      |
| 1995      | American Gothic                        | Poppy Bowen                | 1 episódio                                      |
| 1996      | Kindred: The Embraced                  | Sasha                      | Elenco principal, 6 episódios                   |
| 1996      | Touched by an Angel                    | Alison Miller              | 1 episódio                                      |
| 1997      | Sliders                                | Erin                       | 1 episódio                                      |
| 1997      | The Inheritance                        | Ida Glenshaw               | Filme para TV                                   |
| 1997      | Chicago Sons                           | Melinda                    | 3 episódios                                     |
| 1997      | Roar                                   | Shannon                    | 1 episódio                                      |
| 1997–1998 | Brooklyn South                         | Emmeline "Emily" Flannagan | 4 episódios                                     |
| 1998      | Veronica's Closet                      | Perry's Girlfriend         | 1 episódio                                      |
| 1998      | Ally McBeal                            | Paula                      | 1 episódio                                      |
| 1998      | Dharma & Greg                          | Donna                      | 2 episódios                                     |
| 1998      | Hyperion Bay                           | Claire                     | 2 episódios                                     |
| 1999      | Legacy                                 | Molly                      | Papel recorrente, 5 episódios                   |
| 1999      | Charmed                                | Tuatha                     | 1 episódio                                      |
| 2000      | Diagnosis: Murder                      | Jill Hoving                | 1 episódio                                      |
| 2000      | Early Edition                          | Rose/Lily Archer           | 1 episódio                                      |
| 2000      | Bull                                   | Sister Kate                | 1 episódio                                      |
| 2000      | The West Wing                          | Harriet                    | 1 episódio                                      |
| 2000–2001 | Angel                                  | Virginia Bryce             | 4 episódios                                     |
| 2001      | Citizen Baines                         | Makeup Artist              | 3 episódios                                     |
| 2001      | CSI: Crime Scene Investigation         | Tammy Felton               | 2 episódios                                     |
| 2002      | Philly                                 | Shelly Brower              | 1 episódio                                      |
| 2002      | Just Shoot Me!                         | Ruth                       | 1 episódio                                      |
| 2002      | The Division                           | Jessica Billings           | 1 episódio                                      |
| 2003      | Strong Medicine                        | Abby                       | 1 episódio                                      |
| 2003      | Star Trek: Enterprise                  | Ruby                       | 1 episódio                                      |
| 2004      | 24                                     | Kathy McCartney            | 1 episódio                                      |
| 2004      | Without a Trace                        | Stephanie Boothe           | 1 episódio                                      |
| 2005      | Cold Case                              | Tina Bream 1998            | 1 episódio                                      |
| 2005      | NCIS                                   | Catherine Reynolds         | 1 episódio                                      |
| 2005      | Over There                             | Vanessa Dumphy             | Elenco principal, 11 episódios                  |
| 2006      | alling in Love with the Girl Next Door | Angela                     | Filme para TV                                   |
| 2006      | Standoff                               | Karen                      | 1 episódio                                      |
| 2007      | K-Ville                                | Wanda                      | 1 episódio                                      |
| 2007–2012 | Army Wives                             | Pamela Moran               | Elenco principal (temporadas 1–6), 85 episódios |
| 2010      | Next Stop Murder                       | Molly                      | Filme para TV                                   |
| 2011      | A Crush on You                         | Charley Anderson           | Filme para TV                                   |
| 2011      | Criminal Minds                         | Monica Kingston            | 1 episódio                                      |
| 2012      | Leverage                               | Caroline Cowan             | 1 episódio                                      |
| 2013      | Cult                                   | Anabelle Creusen           | 1 episódio                                      |
| 2013      | Longmire                               | Agente Brooks              | 1 episódio                                      |
| 2014      | Grimm                                  | Sara Fisher                | 1 episódio                                      |
| 2015      | River Raft Nightmare                   | Sharon Robertson           | Filme para TV                                   |
| 2015      | Supernatural                           | Rita Johnson               | 1 episódio                                      |
| 2016      | Major Crimes                           | Sherry Hickman             | 3 episódios                                     |
| 2016      | Underground                            | Patty Cannon               | 1 episódio                                      |
| 2016–2017 | Grey's Anatomy                         | Veronica                   | 2 episódios                                     |
| 2016      | His Secret Past                        | Jennifer                   | Filme para TV                                   |
| 2017      | The Twin                               | Ashley                     | Filme para TV                                   |
| 2017-2019 | Marvel's Runaways                      | Stacey Yorkes              | Elenco principal                                |